# NGC 1253
NGC 1253 est une galaxie spirale intermédiaire située dans la constellation de l'Éridan. NGC 1253 a été découverte par l'astronome germano-britannique William Herschel en 1784.

## Caractéristiques
En raison d'une brillance de surface égale à 14,42 mag/am2, on peut qualifier NGC 1253 de galaxie à faible brillance de surface (LSB en anglais pour low surface brightness). Les galaxies LSB sont des galaxies diffuses (D) avec une brillance de surface inférieure de moins d'une magnitude à celle du ciel nocturne ambiant.
La classe de luminosité de NGC 1253 est III-IV et elle présente une large raie HI.

### Distance
Sa vitesse par rapport au fond diffus cosmologique est de
La vitesse de NGC 1253 par rapport au fond diffus cosmologique est de 1 354 ± 13 km/s, ce qui correspond à une distance de Hubble de 22,6 ± 1,6 Mpc (∼73,7 millions d'al).
À ce jour, 27 mesures non basées sur le décalage vers le rouge (redshift) donnent une distance de 21,170 ± 4,852 Mpc (∼69 millions d'al), ce qui est à l'intérieur des valeurs de la distance de Hubble.

## Arp 279
En compagnie de PGC 12053, aussi désigné NGC 1253A sur SEDS et sur la base de données NED, NGC 1253 figure dans l'atlas de Halton Arp sous la cote Arp 279. La galaxie NGC 1253A est une galaxie compagne de NGC 1253.